# Marie-Alphonse Bedeau

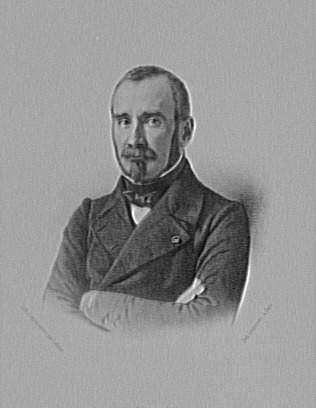
Marie-Alphonse Bedeau

Marie-Alphonse Bedeau (* 10. August 1804 zu Vertou bei Nantes; † 30. Oktober 1863 in Nantes) war ein französischer General und Staatsmann.

## Leben
Er wurde in der Militärschule von La Flêche und dann in der Militärschule Saint-Cyr ausgebildet und trat 1825 als Offizier in die Armee ein. Seit 1831 Kapitänadjutant des Generals Gérard, nahm er 1832 an der Einnahme von Antwerpen teil.
Im Dezember 1836 ging er als Chef de bataillon der Fremdenlegion nach Algerien, beteiligte sich im Oktober 1837 an dem Zug nach Constantine und erhielt nach der Einnahme der Stadt das Kommando in derselben. Im Oktober des Jahres wurde er Oberstleutnant, im April 1838 Oberkommandant von Bougie, im Dezember 1839 Oberst eines leichten Infanterieregiments. Im März 1840 beteiligte er sich mit Auszeichnung an der Expedition nach Scherschel. Im Mai 1841 zum Brigadegeneral befördert, wurde er im Februar 1842 vom Marschall Bugeaud mit der Direktion der militärischen und politischen Angelegenheiten an der Grenze von Marokko betraut, schlug am 21. März Abd el-Kader, machte 1844 die Reihe von Gefechten mit, die am 14. August mit der Schlacht bei Isly endete, und wurde im September zum Général de division und Oberkommandanten der Provinz Konstantine ernannt.
Im Mai 1845 leitete er die Expedition von Aurês, unterwarf die rebellischen Stämme und unterdrückte im Oktober des Jahres den allgemeinen Aufstand in der Provinz Oran. Nachdem er noch der Expedition von Bougie 1847 beigewohnt, wurde er am 1. Juli 1847 Generalgouverneur von Algerien, trat aber schon im Oktober diesen Posten an den Herzog von Aumale ab.
Zur Zeit der Februarrevolution 1848 war Bedeau auf Urlaub in Paris und erhielt am 24. Februar von Bugeaud den Befehl über eine Angriffskolonne, die auf dem Boulevard die Insurrektion niederwerfen sollte. Da er aber den Aufstand über Erwarten bedeutend fand, blieb er untätig und nahm nach dem Sturz der Julimonarchie von der provisorischen Regierung den Oberbefehl über die Armee von Paris an.
Während des Juniaufstandes befehligte er eine Abteilung in der inneren Stadt und wurde schwer verwundet. Vom Département Unterloire in die konstituierende Nationalversammlung gewählt, wurde er zu deren Vizepräsidenten ernannt, welches Amt er auch in der gesetzgebenden Versammlung, in der er Paris vertrat, bekleidete. Bedeau stimmte als Deputierter mit der gemäßigten Rechten. Bei dem Staatsstreich vom 2. Dezember 1851 wurde Bedeau mit Cavaignac und Lamoricière nach Mazas, von da nach Ham gebracht. Nach seiner Freilassung genötigt, außer Landes zu gehen, lebte er zurückgezogen in Brüssel, bis er infolge der Amnestie nach Frankreich zurückkehrte; er starb am 30. Oktober 1863 in Nantes.
| Vorgänger               | Amt                                                               | Nachfolger                      |
| ----------------------- | ----------------------------------------------------------------- | ------------------------------- |
| Camille Alphonse Trézel | Kriegsminister von Frankreich 24. Februar 1848 – 25. Februar 1848 | Jacques Gervais, baron Subervie |
| Jules Bastide           | Außenminister von Frankreich 29. Juni 1848 – 17. Juli 1848        | Jules Bastide                   |

Dieser Artikel basiert auf einem gemeinfreien Text aus Meyers Konversations-Lexikon, 4. Auflage von 1888 bis 1890.
| Personendaten    | Personendaten          |
| ---------------- | ---------------------- |
| NAME             | Bedeau, Marie-Alphonse |
| KURZBESCHREIBUNG | französischer General  |
| GEBURTSDATUM     | 10. August 1804        |
| GEBURTSORT       | Vertou bei Nantes      |
| STERBEDATUM      | 30. Oktober 1863       |
| STERBEORT        | Nantes                 |